# Levin Oparenović
Levin Oparenović (* 14. August 1984 in Celje) ist ein slowenischer Fußballspieler.

## Karriere
Oparenović begann seine Karriere beim NK Celje. Zur Saison 2003/04 wechselte er zum Drittligisten NK Šmarje pri Jelšah. Zur Saison 2005/06 schloss er sich dem Zweitligisten NK Krško. In zwei Spielzeiten in Krško kam er zu 53 Einsätzen in der 2. SNL, in denen er ein Tor erzielte. Zur Saison 2007/08 wechselte er zum Erstligisten NK Nafta Lendava. Sein Debüt in der 1. SNL gab er im Juli 2007, als er am ersten Spieltag jener Saison gegen Interblock Ljubljana in der 82. Minute für Borut Gerenčer eingewechselt wurde.
Nach drei Einsätzen für Lendava kehrte er in der Winterpause nach Krško zurück. In den folgenden eineinhalb Saisonen kam er zu weiteren 39 Zweitligaeinsätzen für den Verein. Zur Saison 2009/10 wechselte er zum Erstligisten Celje, bei dem er einst seine Karriere begonnen hatte. Für Celje machte er vier Spiele in der höchsten slowenischen Spielklasse. In der Winterpause verließ er den Verein wieder.
Nach einem Jahr ohne Verein wechselte er im Januar 2011 zum unterklassigen NK Šentjur. Zur Saison 2011/12 kehrte er nach Šmarje pri Jelšah zurück. Zur Saison 2013/14 wechselte Oparenović nach Österreich zum achtklassigen SVU Oberhaag. Im Januar 2014 schloss er sich dem viertklassigen Deutschlandsberger SC an. 2015 stieg er mit dem DSC in die Regionalliga auf.